# Деиси
Деиси (груз. დეისი) — село в Грузии, на территории Харагаульского муниципалитета края (мхаре) Имеретия.

## География
Село находится в западной части Грузии, на левом берегу реки Чхеримелы, на расстоянии 20 километров к юго-востоку от посёлка городского типа Харагаули, административного центра муниципалитета. Абсолютная высота — 661 метр над уровнем моря.

## Население
По результатам официальной переписи населения 2014 года, в Деиси проживало 154 человека (72 мужчины и 82 женщины). В национальной структуре населения грузины составляли 100 %.
| Год  | Население, человек |
| ---- | ------------------ |
| 2002 | 265                |
| 2014 | ↘ 154              |